# Risan
Risan är en ort i Montenegro.   Den ligger i kommunen Kotor, i den sydvästra delen av landet, 50 km väster om huvudstaden Podgorica. Risan ligger 12 meter över havet och antalet invånare är 2 083.
Terrängen runt Risan är kuperad norrut, men söderut är den bergig. Risan ligger nere i en dal. Runt Risan är det ganska glesbefolkat, med 48 invånare per kvadratkilometer. Närmaste större samhälle är Herceg Novi, 14,6 km sydväst om Risan. 